# Kaspars Cipruss
Kaspars Cipruss, (nacido el 18 de febrero de 1982 en Rēzekne, Letonia) es un jugador de baloncesto letón. Con 2.10 metros de estatura, juega en la posición de pívot.

## Trayectoria
- Trieste (2000–2001)
- BK Skonto Riga (2001–2003)
- Unia Tarnów (2003)
- CB Ciudad de Huelva (2003–2004)
- CB Sevilla (2004–2006)
- CB Breogán (2006)
- BK Ventspils (2006-2008)
- Liepājas lauvas (2008)
- BK Prostějov (2008)
- Al-Ahli Club (2009)
- Zemgale (2009)
- BK Valmiera (2009-2010)
- Óbila (2010-2011)
- Rakvere Tarvas (2011-2012)
- Panevėžys (2012)
- BC Odessa (2012-2013)
- Jēkabpils (2013)
- BK Valmiera (2013-2014)
- BC Rakvere Tarvas (2014-2015)
- BK Barons Kvartāls (2015- )